# Новый Быт (Алтайский край)
Новый Быт — посёлок в Зональном районе Алтайского края России. Входит в состав Луговского сельсовета.

## География
Посёлок находится в юго-восточной части региона, в пределах Бийско-Чумышской возвышенности, по берегу реки Шубинка.
Климат
Климат умеренно континентальный. Средняя температура января: −18,2 °C, июля: +18,9 °C. Годовое количество атмосферных осадков: 518 мм..

## Население
| 1997 | 1998 | 1999 | 2000 | 2001 | 2002 | 2003 | 2004 | 2005 |
| ---- | ---- | ---- | ---- | ---- | ---- | ---- | ---- | ---- |
| 243  | ↗261 | ↗263 | ↘258 | ↘234 | ↗236 | ↘226 | ↗228 | ↘203 |
| 2006 | 2007 | 2008 | 2009 | 2010 | 2011 | 2012 | 2013 |      |
| ↘195 | ↘178 | ↘160 | ↘157 | ↗169 | ↗172 | ↘168 | ↘164 |      |

Национальный состав
Согласно результатам переписи 2002 года, в национальной структуре населения русские составляли 100 % от 3 чел.

## Инфраструктура
Социальные услуги жители получают в ближайших населённых пунктах.

## Транспорт
Посёлок доступен автомобильным транспортом.
Подходит  автодорога межмуниципального значения «подъезд к пос. Новый Быт Н-1514» (идентификационный номер 01 ОП МЗ 01Н-1514) протяжённостью 1,301 км.